# Konomi Suzuki
Konomi Suzuki (鈴木このみ, Osaka, 5 de novembro de 1996) é uma cantora Japonesa, assinada com a Media Factory. Ela adentrou na indústria da música após ganhar o grande prêmio Animax All-Japan Anisong em 2011.

## Carreira
Suzuki entrou para a indústria da música depois de vencer o Animax All-Japan Anisong Grand Prix em 2011. Seu primeiro single, "Choir Jail", foi lançado em 25 de abril de 2012 e é usado como tema de abertura do anime Dusk Maiden of Amnesia. Seu segundo single, "Days of Dash", foi lançado em 21 de novembro de 2012;  a faixa título é usada como primeiro tema de encerramento de The Pet Girl of Sakurasou. Seu terceiro single, "Yume no Tsuzuki" (夢の続き), foi lançado em 27 de fevereiro de 2013; a faixa título é usada como segundo tema de abertura de The Pet Girl of Sakurasou. Seu quarto single, "Watashi ga Motenai no wa do Kangaetemo Omaera ga Warui! / Tears BREAKER" (私がモテないのはどう考えてもお前らが悪い! / Tears BREAKER), que teve a colaboração da banda Kiba of Akiba, foi lançado em 28 de agosto de 2013; a primeira faixa é usada como tema de abertura de WataMote, enquanto a segunda é usada na divulgação do jogo de cartas colecionáveis Ange Vierge. Seu quinto single, "Avenge World/Sekai wa Kizu o Dakishimeru" (AVENGE WORLD／世界は疵を抱きしめる), foi lançado em 27 de novembro de 2013; a primeira faixa é usada como tema de abertura de Freezing Vibration, enquanto a segunda é usada como tema de encerramento do mesmo anime. Seu sexto single, "This Game", foi lançado em 21 de maio de 2014 e é usado como tema de abertura de No Game No Life.

## Discografia

### Álbuns de estúdio
| Ano  | Detalhes do álbum | Desempenhos nas paradas musicais | Desempenhos nas paradas musicais |
| Ano  | Detalhes do álbum | JPN Oricon                       | JPN Billboard                    |
| ---- | --- | -------------------------------- | -------------------------------- |
| 2014 | 17 - Lançado: 26 de fevereiro de 2014 - Gravadora: Media Factory - Formato(s): CD, CD+DVD, download digital            | 34                               | 33                               |
| 2015 | 18 -Colorful Gift- - Lançado: 4 de março de 2015 - Gravadora: Media Factory - Formato(s): CD, CD+DVD, download digital | 32                               | 32                               |

### Singles
| Ano  | Título | Desempenho nas paradas musicais | Desempenho nas paradas musicais | Álbum              |
| Ano  | Título | JPN Oricon                      | JPN Hot 100                     | Álbum              |
| ---- | --- | ------------------------------- | ------------------------------- | ------------------ |
| 2012 | "Choir Jail" (CHOIR JAIL) | 34                              | —                               | 17                 |
| 2012 | "Days of Dash" (DAYS of DASH) | 28                              | 68                              | 17                 |
| 2013 | "Yume no Tsuzuki" (夢の続き) | 34                              | —                               | 17                 |
| 2013 | "Watashi ga Motenai no wa do Kangaetemo Omaera ga Warui! / Tears BREAKER" (私がモテないのはどう考えてもお前らが悪い!／Tears BREAKER) | 23                              | 43                              | 17                 |
| 2013 | "Avenge World/Sekai wa Kizu wo Dakishimeru" (AVENGE WORLD／世界は疵を抱きしめる)                                                     | 47                              | —                               | 17                 |
| 2014 | "This Game" (This game) | 13                              | 9                               | 18 -Colorful Gift- |
| 2014 | "Ginsen no Kaze" (銀閃の風) | 31                              | 32                              | 18 -Colorful Gift- |
| 2015 | "Absolute Soul" | 25                              | 26                              |                    |